# Romberg (Waldbröl)

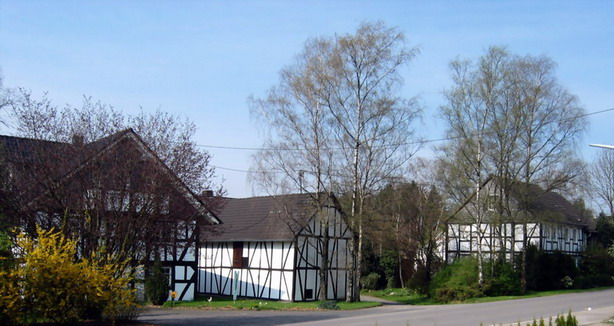
Romberg

Romberg ist eine Ortschaft in der Stadt Waldbröl im Oberbergischen Kreis im südlichen Nordrhein-Westfalen (Deutschland) innerhalb des Regierungsbezirks Köln.

## Lage und Beschreibung
Der Ort liegt etwa 1,4 km westlich vom Stadtzentrum entfernt.

## Geschichte

### Erstnennung
1543  wurde der Ort das erste Mal urkundlich erwähnt und zwar „Kauf von Grundstücken aufm Romberg durch Wilhelm Quad von Isengarten“.

## Freizeit

### Wander- und Radwege
Der Wanderweg A7 führt durch Romberg, von Waldbröl kommend.

## Bus- und Bahnverbindungen

### Linienbus
Haltestelle: Romberg
- 302 Waldbröl, Gummersbach Bf  (OVAG)